# Grégory Chambon
Pour les articles homonymes, voir Chambon.
Pas d'image ? Cliquez ici

a Compétitions nationales et continentales officielles uniquement.

Dernière mise à jour le 6 février 2025.
Grégory Chambon est un joueur de rugby à XV français, né le 16 juillet 1985, qui évolue au poste de demi de mêlée.

## Palmarès
- Champion de France de Pro D2 : 2008